# فیلیپ آردیتی
فیلیپ آردیتی (انگلیسی: Philip Arditti؛ زادهٔ ) هنرپیشه اهل بریتانیا است. وی از سال ۲۰۰۴ میلادی تا کنون مشغول فعالیت بوده است.
او که یک ایتالیاییِ یهودی است، به‌خاطر بازی کردنِ نقشِ عدی صدام حسین در مجموعهٔ تلویزیونی خانه صدام معروف شد. از دیگر آثار او می‌توان به بازی در مجموعه تلویزیونی زن محترم و فیلمِ رد ۲ اشاره کرد.